# Andreas Cramer (Politiker, 1809)
Johann Martin Andreas Cramer (* 4. Februar 1809 in Drosa; † 28. November 1885 in Köthen) war ein deutscher Lehrer und Politiker.

## Leben
Cramer, der evangelischer Konfession war, studierte von 1829 bis 1833 Evangelische Theologie und Philologie an der Universität Halle und der Universität Jena und wurde 1833 in Jena zum Dr. phil. promoviert. Er arbeitete zunächst von 1833 bis 1834 als Hauslehrer in Köthen, war dann von 1834 bis 1838 Kollaborator. Zwischen 1835 und 1850 war er Konrektor und von 1850 bis 1873 Rektor am Gymnasium und Schulrat in Köthen. 1873 trat er in den Ruhestand. Von 1852 bis 1873 gehörte er dem Evangelischen Konsistorium in Dessau an.

## Politik
Cramer war vom 18. Mai 1848 bis zum 30. Mai 1849 für den Wahlkreis Anhalt-Köthen Abgeordneter der Frankfurter Nationalversammlung. Im Parlament blieb er fraktionslos und stimmte mit dem Rechten Zentrum. Er gehörte zu den Abgeordneten, die Friedrich Wilhelm IV. zum Kaiser der Deutschen wählten. Von 1848 bis 1849 gehörte er auch dem Landtag von Anhalt-Dessau und Anhalt-Köthen an.